# Elektronische Publikation
Eine elektronische oder digitale Publikation, kurz E-Publikation ist eine Publikation in Form von elektronischen Medien, z. B. Videos, Podcasts, Computerspiele, digitale Nachschlagewerke und Netzpublikationen. Zur Nutzung ist ein digitales Abspielgerät notwendig. Elektronische Publikationen werden entweder auf einem physikalischen Datenträger (beispielsweise DVD) oder als über das Internet verfügbare Online-Publikationen vertrieben. Auch Mischformen, bei denen zusätzliche Inhalte und Nutzungsformen über das Internet angeboten werden, kommen vor.
Als Elektronisches Publizieren wird die Herstellung, Vervielfältigung und Verbreitung von geistigen Erzeugnissen mittels elektronischer Technologien, und hier in erster Linie des Internets, verstanden.
In Weiterentwicklung zum herkömmlichen Rundfunk oder den klassischen Printmedien weisen elektronische Publikationen heute in der Regel einen medienspezifischen Mehrwert in Form von Suchmöglichkeit, Interaktivität, Multimedia, Hypertext und Kopierbarkeit auf. Da die Produktion von elektronischen Publikationen kostspielig sein kann und ihre Rezeption an Lesegeräte gebunden ist, haben sie sich (beispielsweise als E-Books) bisher nur in bestimmten Bereichen durchsetzen können.

## Bereiche
Elektronische Publikationen haben sich bislang vorrangig in folgenden Bereichen durchsetzen können
- Mediatheken
- Wissenschaftliche Fachartikel, vor allem in elektronische Zeitschriften und andere Periodika
- Lernsoftware, Infotainment, Edutainment, E-Learning
- Computerspiele
- Software
- digitale Nachschlagewerke

## Herausforderungen für elektronische Publikationen in der Wissenschaft
Elektronische Publikationen unterscheiden sich von Printpublikationen durch bestimmte Eigenschaften, die in ihrer fehlenden Materialität begründet sind: Elektronische Publikationen können viel schneller kopiert werden, wobei jeweils ein neues identisches Exemplar des Ausgangsexemplars entsteht, was zu Herausforderungen im Bereich des Urheberrechts führt. Außerdem kann ein Aufsatz in einer gedruckten Zeitschriftenausgabe beispielsweise nachträglich nicht mehr verändert werden (Integrität). Bei elektronischen Publikationen hingegen kann eine nachträgliche Veränderung bewusst zugelassen werden, indem Versionskontrollsysteme eingesetzt werden. Mit der Vermeidung unerwünschter Veränderungen beschäftigt sich hingegen das Feld der Langzeiterhaltung.

### Langzeiterhaltung elektronischer Publikationen
Die Langzeiterhaltung elektronischer Publikationen ist aufgrund der schnellen Entwicklung und Flüchtigkeit von Speichermedien und Software ein großes Problem. Im Gegensatz zu Printmedien und Mikroform besitzen digitale Speichermedien in der Regel nur eine begrenzte Haltbarkeit von etwa bis zu 50 Jahren. Doch auch die durch das regelmäßige Überspielen auf neue Datenträger realisierbare Archivierung der Daten garantiert noch keine Langzeitverfügbarkeit. Während beschriebenes Papier auch nach mehreren 100 bis 1000 Jahren lesbar ist, kann eine elektronische Publikation schon nach 10 Jahren nicht mehr benutzbar sein, da die benötigten Computersysteme und Datenformate veraltet sind. Wesentliche Aufgaben der Langzeiterhaltung elektronischer Publikationen sind deshalb die Konvertierung in neue Datenformate und die Emulation veralteter Computersysteme. Hilfreich sind dabei offene, medienneutrale Datenformate wie XML.

#### Sammlung
Zur Sammlung und Archivierung elektronischer Publikationen werden Dokumentenserver aufgebaut. Im Rahmen ihres Sammelauftrages ist die Deutsche Nationalbibliothek (DNB) verpflichtet, elektronische Publikationen zu sammeln und für die Nachwelt zu erhalten. Einen Anfang machen in elektronischer Form vorliegende Dissertationen, für die im Rahmen des DFG-Projekts DissOnline Strategien entwickelt wurden und die ab 1998 in der deutschen Nationalbibliografie (ebenfalls DNB) verzeichnet werden.
Mehrere andere Nationalbibliotheken und andere Einrichtungen experimentieren zurzeit mit automatischen „Harvesting“-Verfahren zur Archivierung von Ausschnitten des Internets, speziell des World Wide Web. Am bekanntesten ist das Internet Archive. Eine solche Sammlung kann jedoch immer nur aus Schnappschüssen ohne weitere Erschließung bestehen.